# Actionspil
Actionspil er computerspil hvor det for det meste gælder om at dræbe, eller på andre måde ødelægge for at nå dit mål. Nogle populære spil i denne kategori omfatter Counter-Strike, Quake, Unreal Tournament og Battlefield.
Disse spil spilles tit online sammen med andre spillere, tit for at samarbejde om at vinde over det andet hold ved at opnå et mål, så som at sprænge en dæmning, redde fanger eller invadere en by.
| computerspil | Spire Denne computerspilsrelaterede artikel er en spire som bør udbygges. Du er velkommen til at hjælpe Wikipedia ved at udvide den. |